# Suzanne Tremblay (femme politique canadienne)
Pour la femme politique provinciale, voir Suzanne Tremblay (femme politique québécoise).
Pour les personnes ayant le même patronyme, voir Tremblay.
Suzanne Tremblay B.Pd., M.Ed., née le 24 janvier 1937 à Montréal et morte le 26 septembre 2020 à Rimouski, est une professeur et femme politique fédérale du Québec, députée de 1993 à 2004.

## Biographie
Suzanne Tremblay a reçu la bourse Reine Elizabeth II (Queen Elizabeth II Scholarship) lors de ses études à l'université Tufts, près de Boston, où elle a obtenu une maîtrise en éducation préscolaire. Ensuite, elle a complété un certificat en études éducationnelles à l'université de Lyon et un certificat en soins pédiatriques à l'université de Londres.
Élue députée du Bloc québécois dans la circonscription de Rimouski—Témiscouata en 1993, elle fut réélue dans Rimouski—Mitis en 1997 et dans Rimouski-Neigette-et-la-Mitis en 2000. Occasionnellement, elle suscita la controverse, notamment lorsqu'elle a révélé le prénom véritable (John) du premier ministre québécois Jean Charest afin de le discréditer comme vrai Québec. Le chef bloquiste Gilles Duceppe a pris ses distances relativement à cette déclaration. Suzanne Tremblay ne s'est pas représentée en 2004. 
Membre du Parti québécois au niveau provincial, elle crée la surprise le 20 mars 2014 en soutenant Marie-Neige Besner, candidate de Québec solidaire dans Rimouski plutôt qu'Harold LeBel, le candidat péquiste investi. Elle entend ainsi dénoncer son parachutage et le mépris du PQ envers les militants de la circonscription. Lors de l'élection fédérale du mois d'octobre 2015 elle a nouveau surpris les électeurs de la circonscription de Rimouski-Neigette—Témiscouata—Les Basques en donnant publiquement son appui au candidat du Nouveau Parti démocratique, le député sortant Guy Caron, et non à la candidate du Bloc Québécois. Elle réitère cet appui lors des élections fédérales de 2019.

## Distinctions
- Médaille de l'Assemblée nationale, 2010[4]